# Millard Fillmore
Millard Fillmore (Summerhill, New York, 7 januari 1800 – Buffalo, New York, 8 maart 1874) was een Amerikaans politicus van de Whig Partij en advocaat en van 1850 tot 1853 de 13e president van de Verenigde Staten. Fillmore was tijdens de presidentsverkiezingen van 1848 de "Running mate" van Zachary Taylor en werd gekozen tot de 12e vicepresident van de Verenigde Staten. Na het overlijden in 1850 (9 juli) van president Taylor aan de gevolgen van een infectieziekte volgde Fillmore hem op als president van de Verenigde Staten en maakte de termijn van Taylor af.

## Biografie
Fillmore werd in 1800 in armoede geboren; zijn ouders waren Nathaniel Fillmore (1771–1803) en Phoebe Millard (1781–1831). Hij had een relatief moeilijke jeugd. In tegenstelling tot veel presidenten van de VS was zijn familie niet welvarend en kon hij niet naar school. Hij was autodidact: hij las boeken en volgde een stage bij een advocatenkantoor. Hij werkte zich op binnen de Whig-partij tot de gekozene van die partij als running mate (kandidaat-vicepresident) van Zachary Taylor. Er werd aangenomen dat de obscure kandidaat uit New York Taylor, die zichzelf uit de klei had getrokken, een goed aanvulling zou zijn op de persoon van slaven-houdende, Zuidelijke militair. Desondanks kwamen de twee lijnrecht tegenover elkaar te staan omtrent de slavernijkwestie in de nieuwe territoria in het westen die op Mexico veroverd waren in de Mexicaans-Amerikaanse oorlog. Taylor wilde dat deze territoria vrije staten zouden worden, Fillmore was ervoor er slavenstaten van te maken om het Zuiden te sussen. In zijn eigen woorden: "God weet dat ik van de slavernij walg, maar het is een bestaand kwaad.... en we moeten haar verdragen en die bescherming geven die haar door de grondwet gegund is."
Fillmore zat de Senaat voor gedurende de maandenlange zenuwslopende debatten over het Compromis van 1850. Hij liet zich niet publiekelijk uit over de merites van het voorstel maar een paar dagen voor Taylor stierf liet hij zich wel ontvallen dat, in geval van stakende stemmen aangaande het voorstel van Henry Clay, hij voor zou stemmen.

## Presidentschap

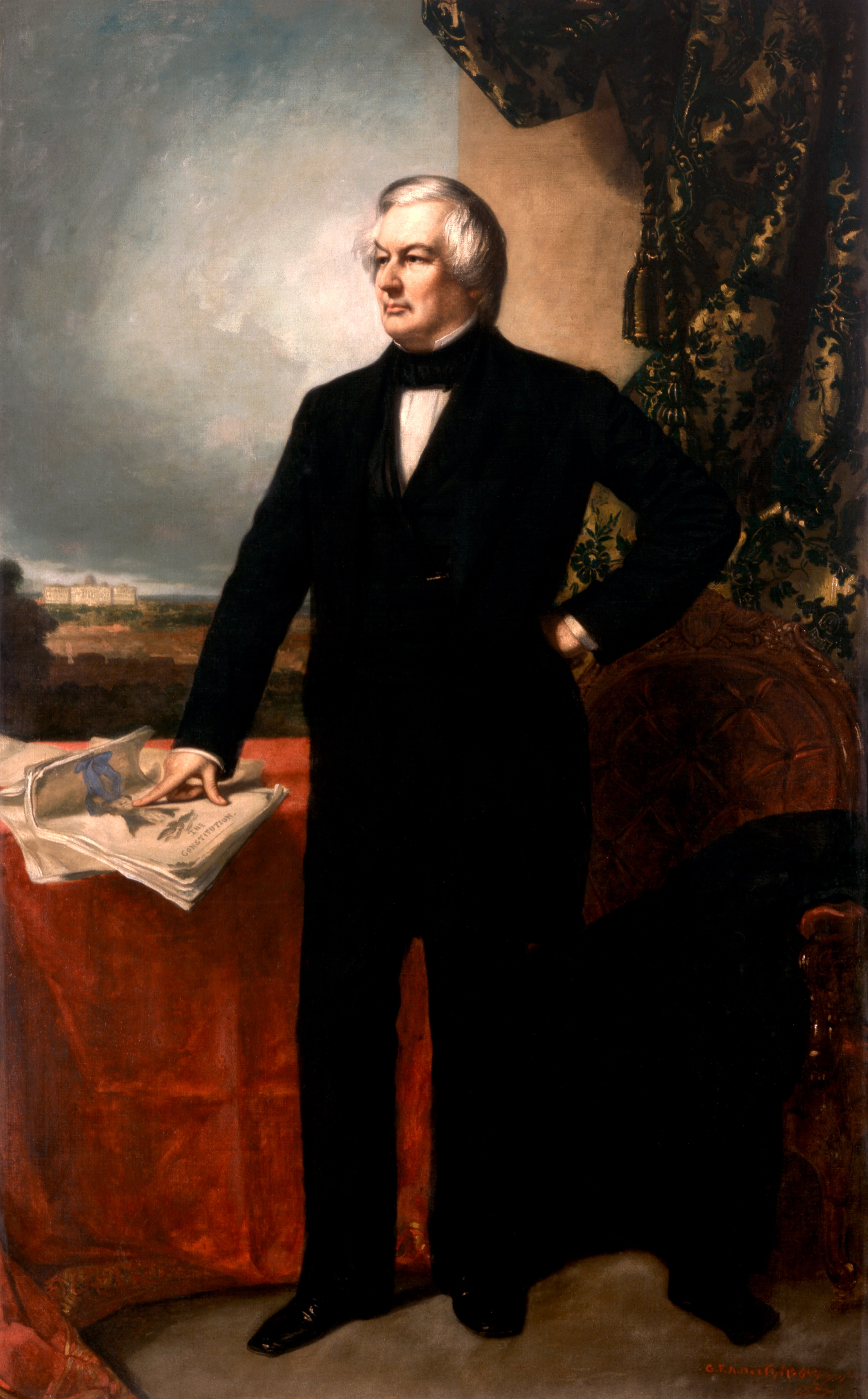
Staatsieportret Millard Fillmore.

Hij was opvolger van Zachary Taylor, die, naar vermoed wordt, stierf aan acute gastro-enteritis of zonnesteek. Aldus was het dat het plotselinge aantreden van Fillmore als president een flinke verandering in de politieke verhoudingen teweegbracht in de regering. Taylors kabinet trad af en Fillmore stelde ogenblikkelijk Daniel Webster aan als minister van Buitenlandse Zaken (Secretary of State) - en verbond zich zo aan de gematigde Whigs, die voor het Compromis waren.
Een voorstel om Californië te laten toetreden tot de Unie stookte het verhitte debat nogmaals op zonder de partijen een stap nader tot elkaar te brengen.
Clay, die uitgeput was, verliet Washington om bij te komen. Het leiderschap van de Senaat ging over op senator Stephen A. Douglas van Illinois. Op dit keerpunt sprak Fillmore zich uit ten voordele van het Compromis. Hij stuurde een bericht naar de Senaat waarin hij voorstelde dat Texas betaald zou moeten worden om zijn aanspraken op de nieuwe territoria te laten varen.
Hierdoor liet een kritiek aantal Whig-senatoren uit het Noorden zich overhalen af te zien van het Wilmot-provisorium—de voorwaarde dat alle territoria die buitgemaakt waren in de Mexicaanse oorlog gevrijwaard moesten blijven van slavernij.
Douglas' strategische stappen in het Congres en de druk van Fillmore vanuit het Witte Huis gaven een enorme impuls aan de Compromis-beweging. Douglas ging verder en splitste Clay's wetsvoorstel in vijf delen:
- Toelating van Californië als vrije staat
- Het vastleggen van de Texaanse grens en de compensatie van Texas hiervoor
- De verlening aan New Mexico van de territoriale status
- Het ter beschikking stellen van federale marshalls aan slavenhouders die op zoek waren naar gevluchte slaven
- Het afschaffen van de slavenhandel in het district Columbia (waar Washington D.C. gelegen is)

Elk voorstel verkreeg een meerderheid en per 20 september had Fillmore ze tot wet getekend. Webster schreef erover: "Nu kan ik 's nachts slapen".
Een ander succes van Fillmore's regering was de opening van de handelsmissie in Japan onder Commandeur Matthew Perry.
Een aantal van de meer militante Whigs waren echter ontroostbaar en vergaven het Fillmore nooit dat hij de Fugitive Slave Act getekend had. Mede door hen werd hij in 1852 niet genomineerd als presidentskandidaat. De Fugitive Slave Act hield in dat ontsnapte slaven moesten worden teruggebracht bij hun rechtmatige eigenaar. Een slavenhouder moest alleen de politie informeren over de gevluchte slaaf en het proces zou in gang gezet worden. Wanneer iemand een vermoedelijke gevluchte slaaf tegenkwam, moest hij deze onmiddellijk aangeven. Wanneer dit niet gebeurde stond daar een boete van duizend dollar op (gelijk aan ongeveer dertig duizend dollar nu). Het helpen van gevluchte slaven kon zelfs tot een gevangenisstraf leiden. Een gepakte slaaf werd, zonder enige vorm van proces, teruggestuurd naar zijn eigenaar. Doordat er geen inmenging van de rechtbank was, zorgde deze wet voor de ontvoering van veel vrije Afro-amerikanen, die vervolgens ook tot slaaf gemaakt werden.
Binnen een paar jaar werd duidelijk dat het Compromis, bedoeld om de gemoederen rond slavernij tot rust te brengen, niet meer was geweest dan een tijdelijke pauze.
Fillmore wordt over het algemeen beschouwd als 'de minst gedenkwaardige' president. De latere president Harry S. Truman beschuldigde hem ooit van zwak leiderschap en medeschuldig aan de Amerikaanse burgeroorlog. Het is absoluut waar dat Fillmore niet in staat was om de spanning tussen noord en zuid te sussen, maar veel biografen vinden dat hij meer krediet verdient. Op sommige punten heeft Fillmore zich toch een sterk leider getoond. Tijdens zijn presidentschap bestond er de mogelijkheid tot een nieuwe oorlog tussen Amerika en Mexico, maar door constante aandacht wist Fillmore deze crisis zonder gezichtsverlies af te wenden. Tevens wordt zijn open houding naar het Compromis van 1850 door veel mensen benoemd. Door mee te werken aan deze wet voerde Fillmore zijn taak als president uit en weigerde hij in de weg te gaan staan van democratie.

## Na zijn presidentschap
Nadat hij het Witte Huis verliet, keerde Fillmore terug naar Buffalo. Hier trad hij in dienst als rector van de University of Buffalo. Toen de Whig-partij later in de jaren 1850 uiteen viel, weigerde Fillmore lid te worden van de Republikeinen. In plaats daarvan werd hij in 1856 kandidaat van de American party (ook de Know-Nothing party genoemd). Gedurende de Amerikaanse Burgeroorlog voerde hij oppositie tegen Abraham Lincoln en tijdens de Reconstructie steunde hij Andrew Johnson. Fillmore stierf, 74 jaar, op 8 maart 1874 om 23:15. Zijn laatste woorden - uitgesproken na wat soep toegediend te hebben gekregen - waren "Het voedsel is eetbaar".
Tot nu toe is Fillmore de laatste president die noch Republikein noch Democraat was.
Het verhaal dat Fillmore de eerste badkuip in het Witte Huis liet plaatsen is afkomstig van een grap van H. L. Mencken in een column van 28 december 1917 in de New York Evening Mail.

## Trivia
In San Francisco werd een straat naar hem genoemd, alsmede een heel district: het Fillmore District. Dit district zou op zijn beurt de naam Fillmore doorgeven aan een bekend muziektheater, het Fillmore West van Bill Graham.
Washington ·
J. Adams ·
Jefferson ·
Madison ·
Monroe ·
J.Q. Adams ·
Jackson ·
Van Buren ·
W.H. Harrison ·
Tyler ·
Polk ·
Taylor ·
Fillmore ·
Pierce ·
Buchanan ·
Lincoln ·
A. Johnson ·
Grant ·
Hayes ·
Garfield ·
Arthur ·
Cleveland ·
B. Harrison ·
Cleveland ·
McKinley ·
T. Roosevelt ·
Taft ·
Wilson ·
Harding ·
Coolidge ·
Hoover ·
F.D. Roosevelt ·
Truman ·
Eisenhower ·
Kennedy ·
L.B. Johnson ·
Nixon ·
Ford ·
Carter ·
Reagan ·
G.H.W. Bush ·
Clinton ·
G.W. Bush ·
Obama ·
Trump · 
Biden ·
Trump
Adams ·
Jefferson ·
Burr ·
Clinton ·
Gerry ·
Tompkins ·
Calhoun ·
Van Buren ·
R.M. Johnson ·
Tyler ·
Dallas ·
Fillmore ·
King ·
Breckinridge ·
Hamlin ·
A. Johnson ·
Colfax ·
Wilson ·
Wheeler ·
Arthur ·
Hendricks ·
Morton ·
Stevenson ·
Hobart ·
Roosevelt ·
Fairbanks ·
Sherman ·
Marshall ·
Coolidge ·
Dawes ·
Curtis ·
Garner ·
Wallace ·
Truman ·
Barkley ·
Nixon ·
L.B. Johnson ·
Humphrey ·
Agnew ·
Ford ·
Rockefeller ·
Mondale ·
Bush ·
Quayle ·
Gore ·
Cheney ·
Biden ·
Pence ·
Harris ·
Vance